# S/2003 J 24
S/2003 J 24 är en av Jupiters månar. Den upptäcktes år 2003 av Scott S. Sheppard et al. S/2003 J 24 är cirka 2 kilometer i diameter och roterar kring Jupiter på ett avstånd av cirka 23 150 000 kilometer.
S/2003 J 24 har ännu inte fått något officiellt namn.